# Opius basalis
Opius basalis är en stekelart som beskrevs av Fischer 1958. Opius basalis ingår i släktet Opius och familjen bracksteklar. Inga underarter finns listade i Catalogue of Life.